# Ugia mediorufa
Ugia mediorufa är en fjärilsart som beskrevs av George Francis Hampson 1894. Ugia mediorufa ingår i släktet Ugia och familjen nattflyn. Inga underarter finns listade i Catalogue of Life.